# Siebeneichen
Siebeneichen est une commune allemande du Schleswig-Holstein, située dans l'arrondissement du duché de Lauenbourg (Kreis Herzogtum Lauenburg), à neuf kilomètres à l'est de la ville de Schwarzenbek. Siebeneichen est l'une des 15 communes de l'Amt Büchen dont le siège est à Büchen.